# Chironomus spilopterus
Chironomus spilopterus är en tvåvingeart som först beskrevs av Samuel Wendell Williston  1896.  Chironomus spilopterus ingår i släktet Chironomus och familjen fjädermyggor. Inga underarter finns listade i Catalogue of Life.